# IMSAI PCS 80
IMSAI PCS 80 (PCS 80) је био професионални рачунар фирме IMSAI који је почео да се производи у САД од 1977. године.
Користио је Intel 8080 као микропроцесор. RAM меморија рачунара је имала капацитет од 2,25 KB (до 64 KB помоћу RAM меморијских плоча, са 4K, 16K, 32K и 64K меморијским проширењима).
Као оперативни систем кориштен је 8K DOS based upon CP/M.

## Детаљни подаци
Детаљнији подаци о рачунару PCS 80 су дати у табели испод.
|                       |                                                                                           |
| [ 1 ]                 |                                                                                           |
| Произвођач            |                                                                                           |
| Тип                   | професионални рачунар                                                                     |
| Меморија              | 2,25 (до 64 помоћу RAM меморијских плоча, са 4K, 16K, 32K и 64K меморијским проширењима). |
| Поријекло             | Сједињене Америчке Државе                                                                 |
| Година                | 1977                                                                                      |
| Тастатура             | видео терминал                                                                            |
| Процесор              | 8080                                                                                      |
| Фреквенција процесора | 3                                                                                         |
| RAM                   | 2,25 (до 64 помоћу RAM меморијских плоча, са 4K, 16K, 32K и 64K меморијским проширењима). |
| ROM                   | 3 (укључујући монитор)                                                                    |
| Текст                 | 12x40, 12x80, 24x40 и 24x80 (128 знакова са 5x7 или 7x10 матрицом фонтова)                |
| Графика               |                                                                                           |
| Боја                  |                                                                                           |
| Звук                  | непознато                                                                                 |
| Димензије             | 46,4 (ширина) x 28,8 (дубина) x 22,3 (висина) cm. / 18 фунти                                |
| Портови               |                                                                                           |
| Оперативни систем     | базиран на                                                                                |